# SiliGom
 (avril 2021).
La mise en forme du texte ne suit pas les recommandations de Wikipédia : il faut le « wikifier ».
Les points d'amélioration suivants sont les cas les plus fréquents :
- Les titres sont pré-formatés par le logiciel. Ils ne sont ni en capitales, ni en gras.
- Le texte ne doit pas être écrit en capitales (les noms de famille non plus), ni en gras, ni en italique, ni en « petit »…
- Le gras n'est utilisé que pour surligner le titre de l'article dans l'introduction, une seule fois.
- L'italique est rarement utilisé : mots en langue étrangère, titres d'œuvres, noms de bateaux, etc.
- Les citations ne sont pas en italique mais en corps de texte normal. Elles sont entourées par des guillemets français : « et ».
- Les listes à puces sont à éviter, des paragraphes rédigés étant largement préférés. Les tableaux sont à réserver à la présentation de données structurées (résultats, etc.).
- Les appels de note de bas de page (petits chiffres en exposant, introduits par l'outil «  Source ») sont à placer entre la fin de phrase et le point final[comme ça].
- Les liens internes (vers d'autres articles de Wikipédia) sont à choisir avec parcimonie. Créez des liens vers des articles approfondissant le sujet. Les termes génériques sans rapport avec le sujet sont à éviter, ainsi que les répétitions de liens vers un même terme.
- Les liens externes sont à placer uniquement dans une section « Liens externes », à la fin de l'article. Ces liens sont à choisir avec parcimonie suivant les règles définies. Si un lien sert de source à l'article, son insertion dans le texte est à faire par les notes de bas de page.
- La présentation des références doit suivre les conventions bibliographiques. Il est recommandé d'utiliser les modèles {{Ouvrage}}, {{Chapitre}}, {{Article}}, {{Lien web}} et/ou {{Bibliographie}}. Le mode d'édition visuel peut mettre en forme automatiquement les références.
- Insérer une infobox (cadre d'informations à droite) n'est pas obligatoire pour parachever la mise en page.

Pour une aide détaillée, merci de consulter Aide:Wikification.
Si vous pensez que ces points ont été résolus, vous pouvez retirer ce bandeau et améliorer la mise en forme d'un autre article.
Siligom est un réseau national de plus de 200 points de vente spécialistes dans l’univers du pneumatique et de l’entretien de l'automobile.
Indépendant des groupes industriels et financiers, Siligom appartient en totalité à ses adhérents.

## Historique
En 1997, douze négociants spécialistes adhérant au PAP (groupement d'achat de pneumatiques) créent un concept incluant la notion d'enseigne : ils travaillent avec un professionnel de la création de réseaux et une agence de communication pour donner naissance à Siligom. Le 17 mars 1998 est créée SiliCo, une société anonyme exploitant deux enseignes : Siligom, axée vers le grand public et SiliPro, la déclinaison vers les professionnels.
Le réseau Siligom appartient en totalité à ses adhérents : chaque affilié est actionnaire de la société SiliCo.
En 2001, Siligom s'affiche comme un spécialiste du pneu et renforce son image en adoptant la signature "Siligom, Techniciens du Pneu". Le réseau poursuit son développement et enrichit son offre commerciale avec des prestations et produits liés à l'entretien des véhicules. Ainsi s'ajoutent aux services liés au remplacement des pneumatiques les prestations suivantes : vidange, révision, échappement, amortisseurs, freinage, batteries, balais d'essuie-glace.
En 2003, la société SiliCo devient Siligom SAS. En 2007, de nouvelles prestations enrichissent l'offre telle que la garantie sur le pneu. Cette même année, Siligom lance son projet "qualité Excellence". En 2008, Siligom fête ses 10 ans et Siligom Assistance est créée. Siligom compte 100 points de vente en 2010. Tout en restant exploitée par des adhérents indépendants, les centres sont harmonisés aux couleurs de l'enseigne pour renforcer la notion de réseau et favoriser le développement et la reconnaissance de la marque.
En 2013, le portail internet Siligom Appro est lancé : il permet aux adhérents de s'approvisionner en pneumatiques aux meilleures conditions auprès des plateformes européennes.

En 2014, Siligom transfère son siège social à Jonage, près de Lyon. C'est aussi l'année du lancement de Silinet : un site intranet permettant d'échanger des informations de façon dématérialisée au sein du réseau Siligom. S'ensuit, l'année suivante, la modernisation de la charte graphique, avec notamment un nouveau logo.

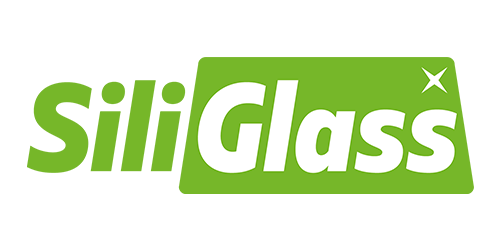
Logo SiliGlass

En 2016, Siligom lance son site marchand www.siligom.fr. La structure Viasso, co détenue par Point S et Siligom, est créée. Elle a pour objet de  centraliser les achats en France pour plus de 700 points de vente adhérents des réseaux Siligom et Point S, mais également de négocier et gérer les accords avec les clients loueurs et grands comptes. Des synergies sont mises en place par les deux enseignes afin de développer cette structure.
En 2017, l'enseigne opte pour une nouvelle communication en collaborant avec Christophe Dugarry, qui devient rapidement l'égérie de la marque à la télévision et sur internet pendant trois ans.
Un an après, le réseau fête ses 20 ans et la filiale Siligom Express est créée. Siligom s'internationalise en ouvrant des points de vente au Maroc : Casablanca, Marrakech et Fès sont les premières villes où Siligom Maroc se déploie.
En 2019, le réseau Siliglass est créé. L'enseigne se définit comme le spécialiste de la réparation et du remplacement de vitrage sur tous types de véhicule.
En 2020, Siligom passe le cap des 200 points de vente en France et compte 12 points de vente au Maroc. Siliglass compte déjà plus de 30 points de vente.

## Activité

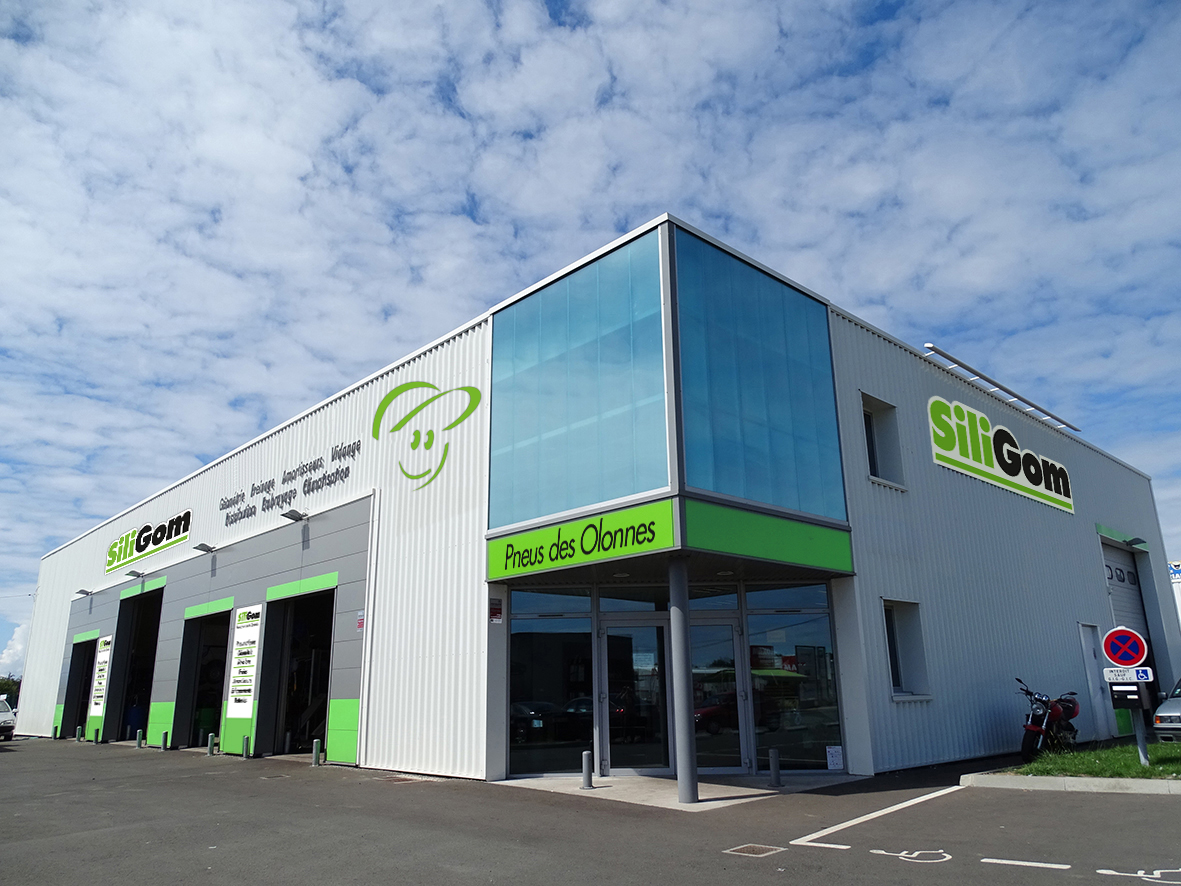
Centre SiliGom - Pneu des Olonnes

### Les chiffres clés
Siligom, c'est un réseau indépendant de plus de 200 centres en France et au Maroc. C'est également 1000 collaborateurs sous enseigne et 800 000 pneus vendus par an pour un chiffre d'affaires de 165 M€. Son siège social est situé à Jonage (69), près de Lyon. L'enseigne propose près de 500 prestations dans ses points de vente.

### Réseau national et international
Siligom compte plus de 200 centres en France et dans les DOM-TOM (Guadeloupe et Martinique). 
L'enseigne s'ouvre à l'international avec le développement de points de vente au Maroc,.

### Services
Siligom collabore avec les plus grands manufacturiers mondiaux, tels que Michelin, Continental, Goodyear, Pirelli, Bridgestone, Dunlop, Hankook, Falken, Nexen ou encore Vredestein.
L'enseigne propose près de 500 prestations de services liées au remplacement des pneus de véhicules de tourisme, industriels, agricoles et à l’entretien automobile : révision, vidange, pneu, climatisation, frein, amortisseur, échappement, liaison au sol, éclairage, allumage, diagnostic électrique, mécanique, géométrie, attelage...

### Organisation
Le modèle économique de Siligom est vertueux : 100 % du capital de Siligom est détenu par ses adhérents actionnaires et donc "propriétaires" de l'enseigne. Grâce à cela, l'indépendance de Siligom est préservée et toutes les ressources sont développées aux sociétés adhérentes au réseau. L'enseigne est gouvernée par un conseil d'administration composé exclusivement d'adhérents Siligom : les administrateurs sont élus par les membres affiliés du réseau.
Dans le cadre de son développement, l'enseigne accorde des masters franchises, à l'instar des centres dans les DOM-TOM et à l'étranger.

### Liens Externes
- « SILIGOM, spécialiste du pneu et de l'entretien automobile en France », sur siligom.fr (consulté le 31 décembre 2023)
- « Remplacement et réparation de pare-brise », sur Siliglass (consulté le 31 décembre 2023)